# Archithosia costimacula
Archithosia costimacula là một loài bướm đêm thuộc phân họ Arctiinae, họ Erebidae.